# Jaume el Menor
Jaume conegut com a Jaume el Menor (Canà, Galilea ? - Jerusalem, 62 dC) segons el Nou Testament, fou un dels Dotze Apòstols de Jesús de Natzaret. És venerat com a sant pels catòlics i ortodoxos. Fill d'un home cananeu anomenat Alfeu i la seva esposa Maria de Clopas, era germà de Josep i Judes Tadeu［Marc 15:40］ i cosí germà de Jesús, ja que els pares d'ambdós serien germans. Segons l'historiador jueu Flavi Josep, l'any 62 un Jaume "germà de Jesús, anomenat el Crist" fou jutjat pel sanedrí i executat per lapidació (Antiguitats jueves, 20.9.1). La tradició considera que aquest relat cita Jaume el Just.

## Tradició posterior
La tradició manté que Jaume fou crucificat per violar la Torà jueva, tot i que aquesta versió conté errors històrics; només tenien el dret de condemnar a crucifixió a algú els romans però per altra banda els romans no interferien en crims religiosos, a menys que haguessin cregut que s'incitava a la rebel·lió. El seu martiri hauria tingut lloc a Ostracina (Baix Egipte) on estava predicant.

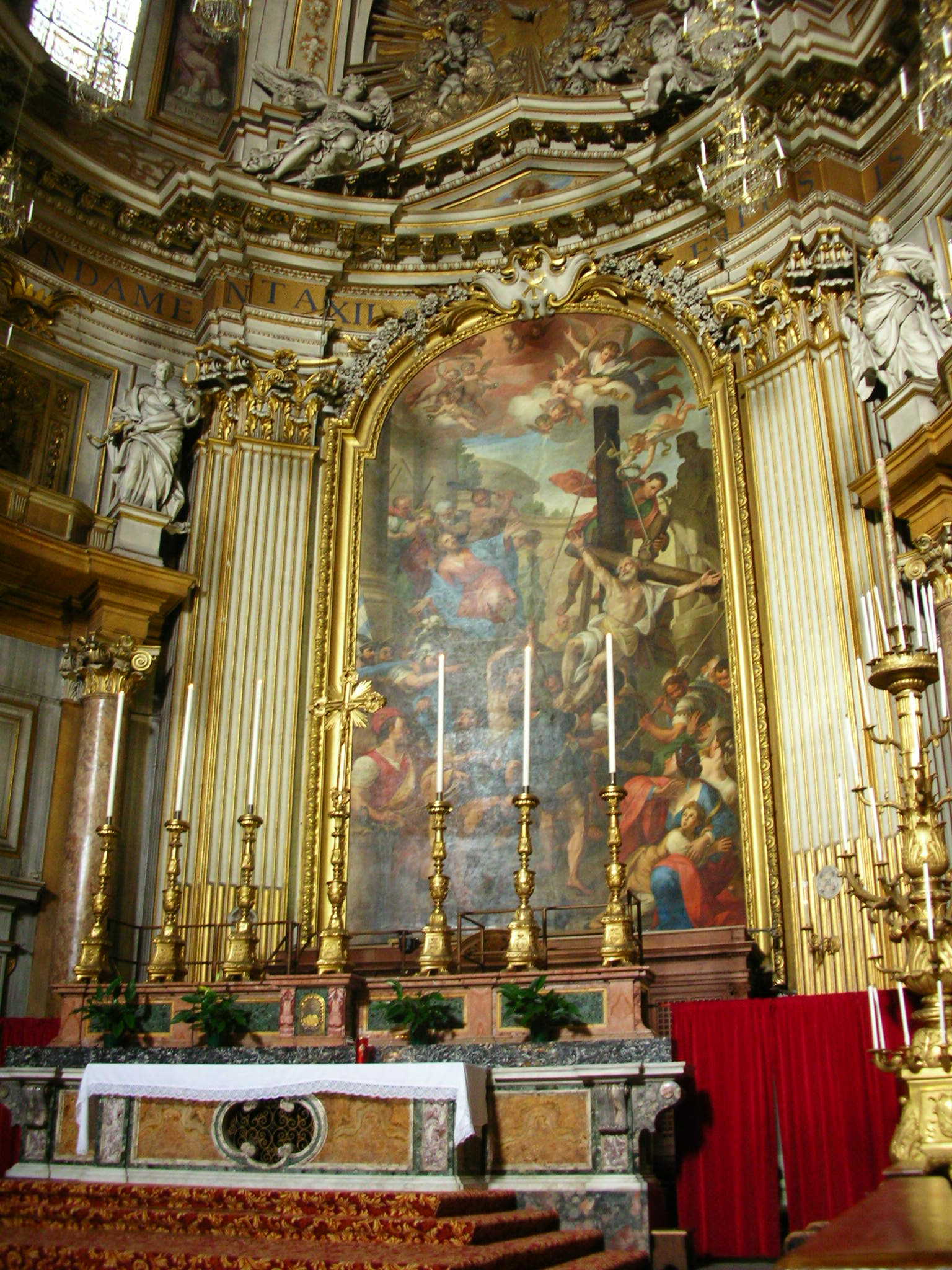
Altar major de la basílica dels Santi Apostoli, a Roma, amb les relíquies dels sants apòstols Felip i Jaume el Menor
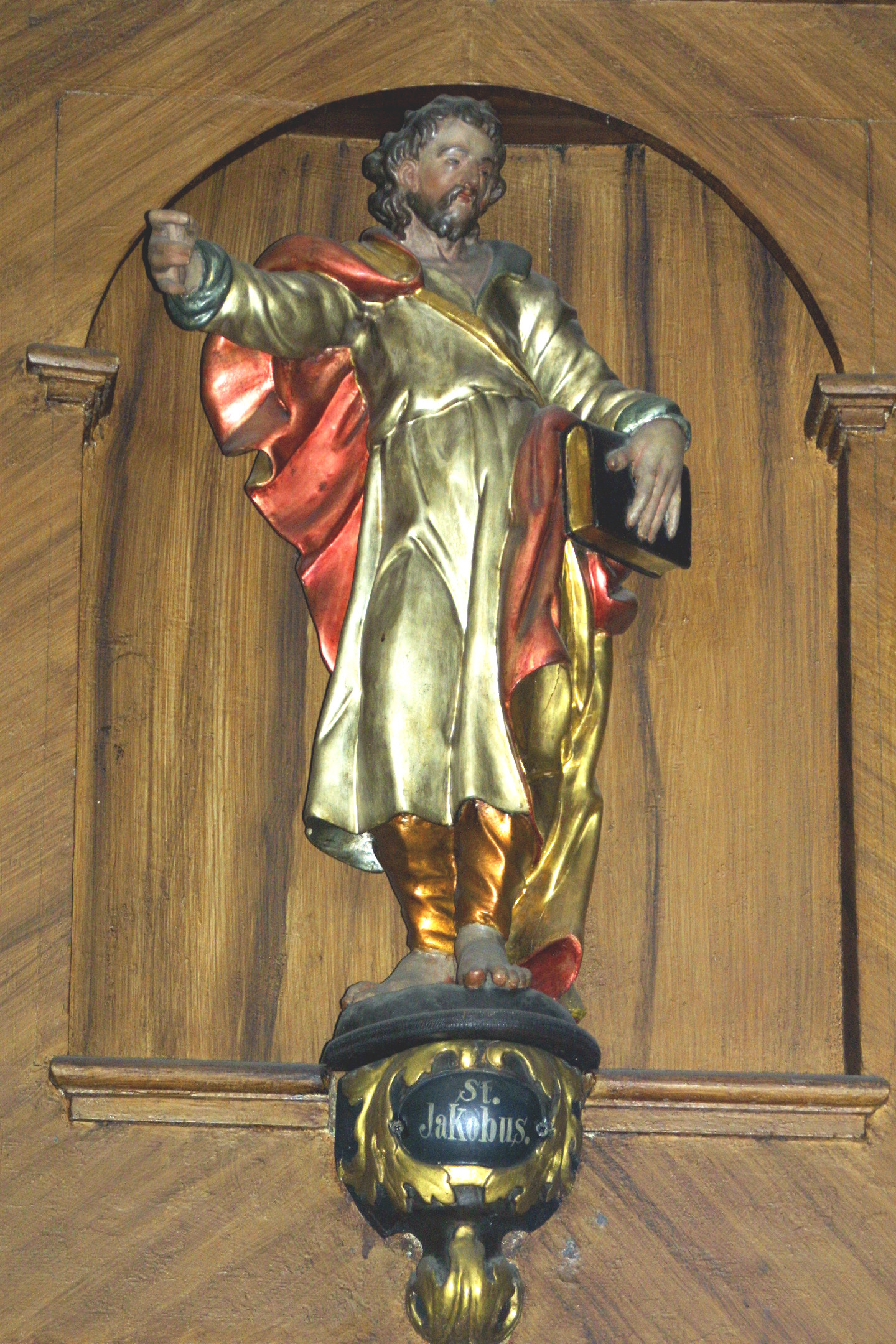
Estàtua de l'apòstol Jaume el Menor, segle xvii.

## Veneració
Segons la tradició cristiana, les seves despulles foren traslladades a Constantinoble i, posteriorment, a Roma, a l'església dels Santi Apostoli.
Fins al 1955, l'Església Catòlica Romana feia la festivitat de Jaume, juntament amb la de sant Felip apòstol, el dia 1 de maig, aniversari de la dedicació de l'Església dels Sants Apòstols de Roma, on hi ha les seves relíquies. En instituir-se la festa de Sant Josep Obrer, en 1955, l'1 de maig, es va moure la festa de Jaume i Felip a l'11 de maig, el dia més proper que no tenia assignada una altra festa. En 1969, arran de la revisió del Calendari romà, es va tornar a moure, ara al 3 de maig, que és la data de celebració avui dia. L'Església Anglicana manté com a festivitat l'1 de maig, i l'Església Ortodoxa Grega, el 9 d'octubre.